# HD 20631
HD 20631，又名BD-19 651，SAO 148897、HR 997，是一颗恒星，视星等为5.71，位于銀經206.62，銀緯-55.15，其B1900.0坐标为赤經3h 14m 7.1s，赤緯-18° -55.15′ 22″。